# Municipio de Syracuse
El municipio de Syracuse (en inglés: Syracuse Township) es un municipio ubicado en el condado de Hamilton en el estado estadounidense de Kansas. En el año 2010 tenía una población de 2130 habitantes y una densidad poblacional de 10,12 personas por km².

## Geografía
El municipio de Syracuse se encuentra ubicado en las coordenadas 37°59′1″N 101°43′43″O / 37.98361, -101.72861. Según la Oficina del Censo de los Estados Unidos, el municipio tiene una superficie total de 210.41 km², de la cual 210.39 km² corresponden a tierra firme y (0%) 0.01 km² es agua.

## Demografía
Según el censo de 2010, había 2130 personas residiendo en el municipio de Syracuse. La densidad de población era de 10,12 hab./km². De los 2130 habitantes, el municipio de Syracuse estaba compuesto por el 77.93% blancos, el 0.19% eran afroamericanos, el 1.5% eran amerindios, el 0.28% eran asiáticos, el 0.05% eran isleños del Pacífico, el 18.59% eran de otras razas y el 1.46% pertenecían a dos o más razas. Del total de la población el 31.97% eran hispanos o latinos de cualquier raza.